# Szomód
Szomód là một thị trấn thuộc hạt Komárom-Esztergom, Hungary. Thị trấn này có diện tích 28,35 km², dân số năm 2010 là 2095 người, mật độ 74 người/km².